# Hippoglossina mystacium
Hippoglossina mystacium is een straalvinnige vissensoort uit de familie van de schijnbotten (Paralichthyidae). De wetenschappelijke naam van de soort is voor het eerst geldig gepubliceerd in 1936 door Ginsburg.